# خورشیدگرفتگی ۲۳ نوامبر ۱۹۶۵
خورشیدگرفتگی ۲۳ نوامبر ۱۹۶۵ (به انگلیسی: Solar eclipse of November 23, 1965) یک خورشیدگرفتگی از نوع خورشیدگرفتگی حلقه‌ای است. این خورشیدگرفتگی در تاریخ ۲۳ نوامبر ۱۹۶۵ میلادی (‎۲ آذر ۱۳۴۴ خورشیدی) روی داد که زمان اوج آن، ساعت ۴:۱۴:۵۱ به‌وقت ساعت هماهنگ جهانی بوده‌است. مدت زمان و طول این خورشیدگرفتگی ۴ دقیقه و ۲ ثانیه بود.